# Пјер Тераил, господар Бајара
Пјер Тераил, господар Бајара (фр. Pierre Terrail, seigneur de Bayard; дворац Бајар, 1473 — Ромањано Сезија, 30. април 1524) је француски национални херој. 
Од 1494. године до смрти учествовао је у свим ратовима Француске. Усред епохе необузданих најамника, Пјер Тераил је настојао да хуманизује рат штитећи имовину и част становника. Његови савременици назвали су га витезом без страха и мане, и, чешће, добрим витезом. Погинуо је у заштитници код Гатинаре у Италији. 